# Łączka, Zachodniopomorskie
Łączka [ˈwɔnt͡ʂka] là một ngôi làng thuộc khu hành chính của Gmina Szczecinek, thuộc huyện Szczecinecki, Zachodniopomorskie, ở phía tây bắc Ba Lan. Nó nằm khoảng 4 kilômét (2 mi) về phía tây nam của Szczecinek và 140 km (87 mi) về phía đông của thủ đô khu vực Szczecin.
Trước năm 1945, khu vực này là một phần của Đức. Đối với lịch sử của khu vực, xem Lịch sử của Pomerania.
Làng có dân số 10 người.